# Hydrovatus naviger
Hydrovatus naviger är en skalbaggsart som beskrevs av Olof Biström 1997. Hydrovatus naviger ingår i släktet Hydrovatus och familjen dykare. Inga underarter finns listade i Catalogue of Life.